# Потьма (Шило-Голицынское муниципальное образование)
Потьма — упразднённый в 2016 году населённый пункт (тип: железнодорожный разъезд) в Ртищевском районе Саратовской области России. Входил на момент упразднения в состав Шило-Голицынского муниципального образования.

## География
Находится в северо-западной части Саратовского Правобережья, в пределах Окско-Донской равнины, в лесостепной зоне, на расстоянии примерно 9 километров (по прямой) на юг от города Ртищево.

### Климат
Климат характеризуется как умеренно континентальный с холодной малоснежной зимой и сухим жарким летом. Среднегодовая температура воздуха — 4,4 °C. Средняя многолетняя температура самого холодного месяца (января) составляет −11,7 °С (абсолютный минимум — −43 °С), температура самого тёплого (июля) — 20 — 22 °С (абсолютный максимум — 40 °С). Средняя продолжительность безморозного периода 145—155 дней. Среднегодовое количество атмосферных осадков — 550 мм, из которых 225—325 мм выпадает в период с апреля по октябрь. Снежный покров держится в среднем 130—135 дней в году.

## История
Населённый пункт появился при строительстве железной дороги. В селении жили семьи тех, кто обслуживал железнодорожную инфраструктуру разъезда, запущенный в эксплуатацию в 1896 году.
Упразднён Постановлением Саратовской областной Думы N 51-1996 от 29 июня 2016 года «Об исключении некоторых населенных пунктов из учётных данных административно-территориального устройства Саратовской области»

## Население
| 2010 |
| ---- |
| 8    |

Постоянное население составило 0 человек в 2002 году, 8 в 2010.

## Инфраструктура
Путевое хозяйство. Действует железнодорожная платформа Потьма.